# Maud McCarthy
Para la enfermera australiana, véase Maud McCarthy (enfermera).
Maud MacCarthy (Clonmel, 4 de julio de 1882- Isla de Man, 1967) fue una violinista, cantante, escritora y poeta de origen irlandés. Tras abandonar su carrera de violinista debido a una enfermedad, se interesó por hinduismo, se instaló en India y adoptó el nombre de Omananda Puri, con el que firmó sus libros autobiográficos. Fue esposa del compositor John Foulds.
Estudió en el Royal College of Music de Londres con Enrique Fernández Arbós. Ya en su infancia dio conciertos en el Crystal Palace y en el Queen's Hall, e incluso participó en una gira junto a la Orquesta Sinfónica de Boston.
En 1905 debió abandonar su carrera como solista debido a una neuropatía. Viajó a la India con Annie Besant, donde estudió la música, recopiló manuscritos e instrumentos, aprendió canciones indias y se interesó por la religión y el misticismo del país. De vuelta a Londres y en plena Primera Guerra Mundial se casó en segundas nupcias con el compositor John Foulds el mismo año en el que se habían conocido, 1915. Ella fue quien seleccionó los textos del World Requiem de Foulds. 
Cuando vivía en el East End de Londres conoció a un joven, trabajador en una empresa de gas, cuya apacibilidad y fuerza le impresionaron profundamente. Este muchacho (al que llamaba sencillamente The Boy, El chico) era el guía espiritual de un grupo de gente que se denominaban The Brothers (Los Hermanos). Maud MacCarthy regresó a La India junto a John Foulds y The Boy en 1935, donde este último continuó su labor de difusión de sus ideas espirituales. MacCarthy fundó un āshram (lugar de meditación donde conviven discípulos y maestros) y publicó poemas con el nombre de Tandra Devi. Tras la muerte de Foulds hizo el sannyasin (voto de renuncia a la vida material) y adquirió el nombre de Swami Omananda Puri. Con este nombre, publicó su autobiografía The Boy and the Brothers (Londres, Gollancz, 1959) donde narra su relación con The Boy. De forma póstuma, se publicó una segunda parte de esta obra con el título Towards the Mysteries (Londres: Neville Spearman, 1968), donde explica las enseñanzas y el mensaje del grupo The Brothers.